# Sofia Kraft
Anna Sofia (Sjöström) Kraft, född den 23 december 1965 i Götene eller Lidköping, är en svensk före detta tävlingssimmare. Hon representerade SK Götene fram till 1985 då hon gick över till SK Ran i Malmö.
Kraft deltog i de Olympiska sommarspelen 1984 i Los Angeles där hon kom på femtonde plats i 200 m ryggsim och på tionde i 400 m medley.
Sofia Kraft deltog i fyra europamästerskap (1981, 1983, 1985, 1987), innan en axelskada förhindrade fortsatt tävlande.

## Meriter
SM-guld
200 m ryggsim långbana: 1983, 1984
200 m ryggsim kortbana: 1984, 1985
200 m medley kortbana: 1984
400 m medley långbana: 1981, 1983, 1984, 1985, 1987
400 m medley kortbana: 1983, 1984, 1985